# Dominic Poleon
Dominic Alfred Poleon (Newham, 7 settembre 1993) è un calciatore santaluciano con cittadinanza britannica, attaccante del Farnborough e della nazionale di calcio di Saint Lucia.

## Carriera

### Club
Ha giocato nei settori giovanili di Chelsea, Southend Utd e Leeds Utd, club con cui tra il 2012 ed il 2014 ha anche segnato 3 gol in 29 presenze nella seconda divisione inglese. Negli anni seguenti ha poi giocato con numerosi club della terza e della quarta divisione inglese, proseguendo poi la carriera tra quinta e sesta divisione.

### Nazionale
Nel 2023 ha esordito in nazionale.

## Palmarès

### Club

#### Competizioni nazionali
- National League South: 1

Ebbsfleet United: 2022-2023